# Hurt (T.I.)
Hurt è un brano musicale del rapper statunitense T.I., estratto come primo singolo dall'album T.I. vs. T.I.P.. Il brano figura il featuring di Busta Rhymes e Alfamega, artista della Grand Hustle Records che debutta proprio in questo singolo. Produttore del brano è Danja, che ha utilizzato il corno per la struttura della canzone.

## Tracce
Vinile Grand Hustle 0-367996
1. Hurt Radio
2. Hurt Explicit
3. Hurt Instrumental

## Classifiche
| Classifica (2007)                    | Posizione più alta |
| ------------------------------------ | ------------------ |
| U.S. Billboard Hot R&B/Hip-Hop Songs | 89                 |